# Ethmia lecmima
Ethmia lecmima is een vlinder uit de familie grasmineermotten (Elachistidae). De wetenschappelijke naam van deze soort is voor het eerst geldig gepubliceerd in 1967 door Sattler.
De soort komt voor in tropisch Afrika.